# Pietro Scandelli
Pietro Scandelli   (Crema, 16 d'octubre de 1941 - 5 d'octubre de 2020) fou un ciclista italià, professional entre 1963 i 1971. En el seu palmarès destaca una victòria d'etapa al Giro d'Itàlia de 1966.

## Palmarès
- 1962
  - 1r a la Milà-Tortona
- 1966
  - 1r a la Cronostaffetta, amb Gianni Motta i Michele Dancelli, i vencedor d'una etapa
  - Vencedor d'una etapa al Giro d'Itàlia

### Resultats al Giro d'Itàlia
- 1965. 34è de la classificació general
- 1966. 30è de la classificació general. Vencedor d'una etapa

### Resultats al Tour de França
- 1964. Abandona (1a etapa)
- 1967. 44è de la classificació general
- 1969. 59è de la classificació general